# Halowe Mistrzostwa Europy w Lekkoatletyce 1977 – bieg na 3000 m mężczyzn
Bieg na 3000 metrów mężczyzn – jedna z konkurencji biegowych rozgrywanych podczas halowych lekkoatletycznych mistrzostw Europy w hali Velódromo de Anoeta w San Sebastián. Eliminacje zostały rozegrane 12 marca, a bieg finałowy 13 marca 1977. Zwyciężył reprezentant Republiki Federalnej Niemiec Karl Fleschen. Tytułu zdobytego na poprzednich mistrzostwach nie bronił Ingo Sensburg z RFN.

## Rezultaty

### Eliminacje
Rozegrano 2 biegi eliminacyjne, do których przystąpiło 13 biegaczy. Awans do finału dawało zajęcie jednego z pierwszych trzech miejsc w swoim biegu (Q). Skład finału uzupełniło dwóch zawodników z najlepszym czasem wśród przegranych (q).
Opracowano na podstawie materiału źródłowego.
Bieg 1
| Miejsce | Zawodnik           | Czas   | Uwagi |
| ------- | ------------------ | ------ | ----- |
| 1       | Karl Fleschen      | 7:57,8 | Q     |
| 2       | Pekka Päivärinta   | 7:57,9 | Q     |
| 3       | Markus Ryffel      | 7:58,4 | Q     |
| 4       | Paul Thijs         | 7:59,1 | q     |
| 5       | Štefan Polák       | 7:59,2 | q     |
| 6       | Christian Sanjurjo | 7:59,7 |       |
| 7       | Mehmet Tümkan      | 8:14,0 |       |

Bieg 2
| Miejsce | Zawodnik            | Czas   | Uwagi |
| ------- | ------------------- | ------ | ----- |
| 1       | Fernando Cerrada    | 7:59,5 | Q     |
| 2       | Michael Karst       | 8:02,4 | Q     |
| 3       | Ray Smedley         | 8:02,4 | Q     |
| 4       | Leopold Tomaszewicz | 8:07,9 |       |
| 5       | Alexandre Gonzalez  | 8:10,7 |       |
| 6       | Klaas Lok           | 8:17,6 |       |

### Finał
Opracowano na podstawie materiału źródłowego.
| Miejsce | Zawodnik         | Czas   |
| ------- | ---------------- | ------ |
| 1       | Karl Fleschen    | 7:57,5 |
| 2       | Pekka Päivärinta | 7:59,3 |
| 3       | Markus Ryffel    | 8:00,3 |
| 4       | Fernando Cerrada | 8:00,6 |
| 5       | Michael Karst    | 8:03,2 |
| 6       | Ray Smedley      | 8:06,2 |
| 7       | Paul Thijs       | 8:08,4 |
| 8       | Štefan Polák     | 8:08,4 |